# Henry Solís
Henry Fabián Solís (Cali, Valle del Cauca, Colombia; 11 de agosto de 1990) es un futbolista colombiano. Juega de delantero y actualmente está en el Sannat Lions de la Primera División de Gozo.

## Trayectoria

### Carlos Manucci
El 12 de enero de 2017 fichó por el Carlos A. Mannucci de Trujillo de las Segunda División del Perú. En 25 partidos anotó 5 goles.

## Clubes
| Club                | País     | Año         |
| ------------------- | -------- | ----------- |
| Valledupar FC       | Colombia | 2011        |
| Cortuluá            | Colombia | 2012 - 2013 |
| Fortaleza           | Colombia | 2013        |
| Atlético Huila      | Colombia | 2014        |
| UTC                 | Perú     | 2015 - 2016 |
| Carlos A. Manucci   | Perú     | 2017        |
| Cultural Santa Rosa | Perú     | 2018        |
| Filanbanco          | Ecuador  | 2021        |
| Sannat Lions        | Malta    | 2021 -      |

## Estadísticas
| Club                       | Temporada           | Liga  | Liga  | Copa Nacional | Copa Nacional | Copa Internacional | Copa Internacional | Total | Total |
| Club                       | Temporada           | Part. | Goles | Part.         | Goles         | Part.              | Goles              | Part. | Goles |
| -------------------------- | ------------------- | ----- | ----- | ------------- | ------------- | ------------------ | ------------------ | ----- | ----- |
| Valledupar FC · Colombia   | 2011                | 15    | 3     | 6             | 0             | -                  | -                  | 21    | 3     |
| Valledupar FC · Colombia   | Total               | 15    | 3     | 6             | 0             | 0                  | 0                  | 21    | 3     |
| Cortuluá · Colombia        | 2012                | 24    | 1     | 3             | 1             | -                  | -                  | 27    | 2     |
| Cortuluá · Colombia        | 2013                | 11    | 0     | 3             | 0             | -                  | -                  | 14    | 0     |
| Cortuluá · Colombia        | Total               | 35    | 1     | 6             | 1             | 0                  | 0                  | 41    | 2     |
| Fortaleza · Colombia       | 2013                | 16    | 1     | 4             | 1             | -                  | -                  | 20    | 2     |
| Fortaleza · Colombia       | Total               | 16    | 1     | 4             | 1             | 0                  | 0                  | 20    | 2     |
| Atlético Huila · Colombia  | 2014                | 7     | 0     | 0             | 0             | -                  | -                  | 7     | 0     |
| Atlético Huila · Colombia  | Total               | 7     | 0     | 0             | 0             | 0                  | 0                  | 7     | 0     |
| UTC · Perú                 | 2015                | 31    | 3     | 1             | 0             | -                  | -                  | 32    | 3     |
| UTC · Perú                 | 2016                | 43    | 2     | 0             | 0             | -                  | -                  | 43    | 2     |
| UTC · Perú                 | Total               | 74    | 5     | 1             | 0             | 0                  | 0                  | 75    | 5     |
| Carlos A. Manucci · Perú   | 2017                | 25    | 5     | 0             | 0             | -                  | -                  | 25    | 5     |
| Carlos A. Manucci · Perú   | Total               | 25    | 5     | 0             | 0             | 0                  | 0                  | 25    | 5     |
| Cultural Santa Rosa · Perú | 2018                | 16    | 0     | 0             | 0             | -                  | -                  | 16    | 0     |
| Cultural Santa Rosa · Perú | Total               | 16    | 0     | 0             | 0             | 0                  | 0                  | 16    | 0     |
| Total en su carrera        | Total en su carrera | 188   | 15    | 17            | 2             | 0                  | 0                  | 205   | 17    |